# Orvillers-Sorel
Orvillers-Sorel är en kommun i departementet Oise i regionen Hauts-de-France i norra Frankrike. Kommunen ligger i kantonen Ressons-sur-Matz som tillhör arrondissementet Compiègne. År 2022 hade Orvillers-Sorel 519 invånare.

## Befolkningsutveckling
Antalet invånare i kommunen Orvillers-Sorel
| Referens: INSEE |